# Jean-Charles Werner
Jean-Charles Werner (1796 - Parijs, 7 oktober 1856) was een Franse grafisch kunstenaar en kunstschilder.

## Biografie
Werner was werkzaam in Parijs, voor het Muséum national d'histoire naturelle (het natuurhistorisch museum in de Jardin des Plantes) als kunstschilder en illustrator, aantoonbaar van 1839 tot zijn dood in 1856. Als wetenschappelijk lithograaf behoorde de osteologie tot zijn specialisme. Hij was een leraar van animalier en beeldhouwer Emmanuel Frémiet (1824-1910).

## Werken

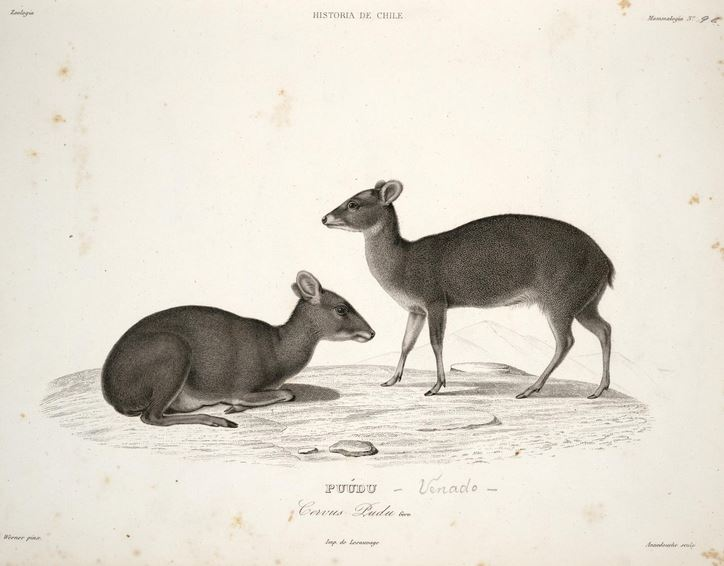
Pudu puda (geschilderd door Werner)

Hij werkte o.a. aan illustraties voor biologische standaardwerken, bijvoorbeeld aan Henri Marie Ducrotay de Blainville’s, Ostéographie ou description iconographique comparée du squelette et du système dentaire des cinq classes d’animaux vertébrés récents et fossiles pour servir de base à la zoologie et à la géologie, in afleveringen gepubliceerd tussen 1839 en 1865. Ook leverde hij illustraties voor Georges Cuvier en Etienne Geoffroy Saint-Hilaire: Histoire Naturelle des Mammifères (gepubliceerd tussen 1824 en 1842). Hij was gespecialiseerd in het schilderen en tekenen van dieren en zoölogische onderwerpen. In 1856 gaf Werner het boek Collection iconographique des animaux utiles et d'agrément, mammifères, oiseaux, poissons, insectes, pouvant servir d'atlas au Bulletin de la Société imp. D'Acclimatation et à l'ouvrage de Isidore Geoffroy Saint-Hilaire sur l'acclimitation des animaux uit.
Ook zijn werken van Jean-Charles Werner te zien in Australische bibliotheken. En de Iconographia Zoologica - Special Collections van de Universiteit van Amsterdam heeft enkele stukken van hem in bezit.